# Antonio Savastano
Antonio Savastano (Roma, 9 febbraio 1948 – Raito, 17 dicembre 1991) è stato un tenore italiano.

## Biografia
Studiò canto al Conservatorio Santa Cecilia di Roma. Fu scoperto dal cantante di musica leggera Teddy Reno che decise di investire su di lui finanziandone gli studi. Il 2 gennaio 1976 debuttò nel ruolo di Malcolm in Macbeth (opera)  diretto dal maestro Claudio Abbado con la regia di Strehler, Piero Cappuccilli e Shirley Verrett al Teatro alla Scala di Milano seguito in febbraio con il Rigoletto di Verdi diretto da Carlo Franci con Mario Sereni al Teatro La Fenice di Venezia, nel ruolo del duca di Mantova. 
Sempre nello stesso anno è il Capitano dei balestrieri in Simon Boccanegra diretto da Abbado con Cappuccilli, Ruggero Raimondi, Veriano Luchetti e Raina Kabaivanska nella trasferta scaligera al Kennedy Center di Washington ed alla Scala Un cantante ne Il cavaliere della rosa diretto da Carlos Kleiber con Evelyn Lear, Karl Ridderbusch, Brigitte Fassbaender e Lucia Popp, la Sinfonia n. 9 (Beethoven) diretto da Thomas Schippers con Margherita Rinaldi, Lucia Valentini Terrani e Paul Plishka, la Petite messe solennelle diretto da Romano Gandolfi con la Rinaldi, la Valentini Terrani e Siegmund Nimsgern ed all'Auditorium Rai di Torino trasmesso dalla radio Fernando in Bianca e Fernando.
Alla Scala ritornò sia in ruoli di comprimario (come l'Araldo reale nel Don Carlo il 7 dicembre 1977 nella serata d'inaugurazione della stagione diretto da Abbado con Nicolai Ghiaurov, Evgenij Nesterenko, Cappuccilli, José Carreras, Mirella Freni ed Elena Obrazcova, il giudice in Un ballo in maschera diretto da Abbado con Luciano Pavarotti, la Verrett e la Obrazcova, Arminio nella prima di I masnadieri (Verdi) diretto da Riccardo Chailly con Nesterenko, Ottavio Garaventa, Matteo Manuguerra ed Adriana Maliponte nel 1978, Barbarigo nella prima di I due Foscari diretto da Chailly con Cappuccilli, Giuliano Ciannella e Katia Ricciarelli nel 1979 ed Hylas nella prima di Les Troyens diretto da Georges Prêtre con Robert Lloyd nel 1982) sia in ruoli di primo piano (come Geminio nella prima di Tito Manlio di Antonio Vivaldi nel 1979 alla Piccola Scala, Gric'ko in La fiera di Soročincy (opera) diretto da Chailly nel 1981 e Percy nella famosa, problematica Anna Bolena (opera) nella prima con la Caballé, Plishka e la Obrazcova diretto da Giuseppe Patanè nel 1982, poi con Cecilia Gasdia) ed in concerto come Lazarus e la Messa n. 6 D.950 di Franz Schubert nel 1978, la Messa di requiem (Verdi) diretto da Abbado con la Verrett, la Valentini Terrani e Ghiaurov nella trasferta scaligera a Sofia e diretto da Abbado con la Verrett, la Obrazcova e Nikola Gjuzelev in Atene nel 1981 ed il Requiem (Dvořák) diretto da Yuri Ahronovich con Gjuzelev nel 1982.
Nel 1979 canta la Petite messe solennelle diretto da Gandolfi al Teatro Regio di Parma e nel 1980 il giovane zingaro in Aleko diretto da Ahronovich con Ferruccio Furlanetto al Teatro Regio di Torino.
All'Opéra National de Paris debutta nel 1983 come Rodolfo ne La bohème diretto da Alain Lombard con Leona Mitchell e nel 1985 Luca ne La vera storia di Luciano Berio diretto da Sylvain Cambreling con Milva.
Sempre nel 1985 è Leicester in Elisabetta, regina d'Inghilterra con Lella Cuberli, Daniela Dessì e Rockwell Blake al Regio di Torino.
Nel 1984, è stato il primo lirico che ha cantato in concerto a San Pietro per Papa Giovanni Paolo II. 
Nel settembre del 1991 ha organizzato "estate musicale Sutrina" un festival di musica e commedia del comune di Sutri.
Venne diretto dalle più grandi bacchette come Abbado e Muti e si esibì in tutto il mondo.
Dei suoi numerosissimi concerti vanno ricordati senza dubbio il Requiem di Verdi diretto da Muti; Les Béatitudes di Franck diretto da Prètre; Stabat Mater di Rossini diretto da Loehrer e Griselda di Vivaldi con i Virtuosi di Roma diretto da Fasano. La sua ultima apparizione sulle scene fu nella stagione lirica 85/86 con l'Elisabetta Regina d'Inghilterra di Rossini.
Negli ultimi anni della sua vita insegnò Canto (musica) al conservatorio di Salerno e a Raito dove dava lezioni di canto lirico. 
Il 17 dicembre 1991 morì per infarto a Raito di Vietri sul Mare.
Esiste tuttora a Roma, in via Padre Semeria, una scuola di canto in suo onore diretta dal fratello Romualdo, baritono: la scuola si chiama A.R.T. Musica: A come Antonio, R come Romualdo, T come Teresa (la madre, che comprese il grande talento del figlio e lo incoraggiò a tentare la carriera di tenore lirico).
La scuola è aperta a tutte le persone che amano il canto lirico e vogliono imparare quest'arte. La scuola per fare ciò si avvale della tecnica di respirazione inventata e perfezionata nel tempo dal maestro Antonio Savastano e tramandata al fratello negli ultimi anni della sua vita.